# Tradescantia standleyi
Tradescantia standleyi är en himmelsblomsväxtart som beskrevs av Julian Alfred Steyermark. Tradescantia standleyi ingår i släktet båtblommor, och familjen himmelsblomsväxter. Inga underarter finns listade.